# Discografia de Carbona
A discografia da banda de pop punk carioca Carbona, é composta por onze álbuns de estúdio, um EP, três singles, dois álbuns de compilação, um álbum ao vivo e seis videoclipes.
Seu álbum de estreia Go Carbona Go!!! foi lançado pelo selo independente canadense AMP Records no Canadá em 1998 e relançado no Brasil pela Traidores Records em 1999... No mesmo ano, a banda assinou com a gravadora brasileira Thirteen Records e lançou seu segundo álbum de estúdio Back to Basics, que acabou sendo o disco mais vendido da banda e da gravadora naquela época, disputando com outros lançamentos da Thirteen, além de algumas músicas acabarem virando favoritas do público da banda como “Macarroni Girl”, “Lolly Pop e "Lemon Drops”. Após o sucesso do álbum, eles lançaram outros cinco álbuns até 2002, sendo eles “Sraight Out of The Bailey Show", “Three Years Fuckin Up Live" e "A Mighty Panorama of Earth Shaking Rock And Roll", embora nenhum deles tenha chegado ao sucesso de Back to Basics.
Depois de cinco álbuns em inglês, a banda decidiu lançar o seu primeiro em português, abrangendo músicas compostas até mesmo antes do início do Carbona. [aito Não Engole Fichas foi lançado em 2003 juntamente com dois singles virtuais, que acabaram sendo apoiados pelo público.. O álbum acabou sendo um grande sucesso independente comercial e crítico, vendendo 5 mil cópias e se tornando o maior álbum na carreira do Carbona até então. O disco ganhou o Prêmio Dynamite de "melhor álbum punk hardcore de 2003" e rapidamente músicas como “Meu Primeiro All-Star”, “1001 Doses (Até Você Voltar)” e “O mundo sem Joey” caíram no gosto do publico.
Seu sucessor chamado Cosmicômica foi lançado em 26 de fevereiro de 2005. Embora não tenha alcançado o sucesso de Taito Não Engole Fichas, foram vendidas 400 cópias do álbum nos 25 shows da turnê Chicletour II
O sétimo álbum de estúdio Apuros em Cingapura foi lançado em 24 de outubro de 2006 pelo selo Toca Discos em parceria com a Revista OutraCoisa, sendo vendido pelo valor de R$14,90. Apuros em Cingapura recebeu críticas favoráveis, com um crítico do site DoSol comentando que "Em “Vide Bula”, que abre os trabalhos, vem a primeira surpresa. A marca registrada da banda, o vocal anasalado e agudo, foi embora. A medida que fica mais “hard rock” (fugir de subgêneros ainda vai ser difícil), a Carbona ganha nova personalidade". Um crítico da revista Rock em Geral elogiou o disco, dizendo que "O resultado é um belo disco, cheio de músicas “fáceis” e colantes como sempre, mas com uma produção rara até para uma banda já inserida no mercadão". Em 2006, a banda vendeu cerca de 18.000 cópias.
No dia 7 de setembro de 2010, foi lançado o oitavo álbum de estúdio chamado Dr Fujita Contra a Abominável Mulher Tornado.. Léo Werneck, do blog Rock and Roll Machine fez uma crítica positiva sobre o disco, dizendo que "Como a divertida ideia do título deixa claro, quem também está de volta é o velho e divertido bubblegum punk que tornou o Carbona famoso no meio independente brasileiro. Longe das baladas chapadas de luau e a produção excessiva do último lançamento, o minimalismo é a marca maior desse novo álbum." ressalta Léo.
O nono álbum Panama foi lançado em 2013 pela Thirteen Records em conjunto com a Hearts Bleed Blue. No dia 26 de abril de 2019, a banda lançou seu décimo primeiro álbum chamado Vingue no Ringue. Lupa Charleaux do Blog 'n' Roll fez uma crítica positiva, comentando que "Diretas, as faixas trazem alguns assuntos que já fazem parte do universo do Carbona: a ficção científica como metáfora para a vida adulta, a vida complicada na cidade grande, romances e “causos” roqueiros".

## Álbuns
| Título                                           | Detalhe do álbum                                                                                    |
| ------------------------------------------------ | --------------------------------------------------------------------------------------------------- |
| Go Carbona Go                                    | - Lançamento: 1998 - Gravadora: AMP Records - Formatos: CD                                          |
| Back to Basics                                   | - Lançamento: 1999 - Gravadora: Thirteen Records - Formatos: CD                                     |
| Straight out of the Bailey Show                  | - Lançamento: 2000 - Gravadora: Thirteen Records - Formatos: CD                                     |
| A Mighty Panorama of Earth Shaking Rock And Roll | - Lançamento: 2002 - Gravadora: Hooray Records - Formatos: CD                                       |
| Taito Não Engole Fichas                          | - Lançamento: 2003 - Gravadora: Thirteen Records - Formatos: CD                                     |
| Cosmicômica                                      | - Lançamento: 2006 - Gravadora: Thirteen Records - Formatos: CD                                     |
| Apuros em Cingapura                              | - Lançamento: 2006 - Gravadora: Toca Discos - Formatos: CD                                          |
| Dr Fujita Contra a Abominável Mulher-Tornado     | - Lançamento: 2010 - Gravadora: Thirteen Records, Pisces Records - Formatos: CD                     |
| Panama                                           | - Lançamento: 2015 - Gravadora: Hearts Bleed Blue Records - Formatos: Download Digital, Streaming   |
| Vingue no Ringue                                 | - Lançamento: 26 de abril de 2019 - Gravadora: Independente - Formatos: Download Digital, Streaming |

## Álbuns ao vivo
| Título                   | Detalhe do álbum                                                |
| ------------------------ | --------------------------------------------------------------- |
| 3 Years Fucking up Live! | - Lançamento: 2001 - Gravadora: Thirteen Records - Formatos: CD |

## Álbuns de compilação
| Título                                                | Detalhe do álbum                                                                            |
| ----------------------------------------------------- | ------------------------------------------------------------------------------------------- |
| Rock N' Roll High Skull (Raridades & Lados B) (Vol.1) | - Lançamento: 2017 - Gravadora: Morcego Records - Formatos: CD, Download Digital, Streaming |
| Rock N'Roll High Skull - Vol.2 (Raridades & Lados B)  | - Lançamento: 2017 - Gravadora: Morcego Records - Formatos: Download Digital, Streaming     |

## Extended Plays
| Título         | Detalhe do EP                                                                           |
| -------------- | --------------------------------------------------------------------------------------- |
| Formula Mágica | - Lançamento: 2017 - Gravadora: Morcego Records - Formatos: Download Digital, Streaming |

## Singles
| Título                  | Ano  |
| ----------------------- | ---- |
| Formula Magica          | 2017 |
| Uma Carta, Três Espadas | 2019 |
| Minha Cabeça            | 2020 |